# Recaredo
Recaredo és un celler familiar situat al centre històric de Sant Sadurní d'Anoia, a l'Alt Penedès, fundat l'any 1924 per Josep Mata Capellades. El celler està especialitzat en l'elaboració de vins escumosos de llarga criança sota el paraigua de la marca col·lectiva de la Unió Europea Corpinnat.
La seva història està arrelada al territori del Penedès, on actualment la tercera generació de la família Recaredo cultiva les vinyes seguint els principis de la viticultura ecològica i biodinàmica i una aposta per les varietats autòctones, especialment pel raïm blanc de xarel·lo. El model d'integració vertical que el celler aplica en els processos d'elaboració comporta el conreu exclusiu de vinyes pròpies, així com la vinificació, l'elaboració i la criança dels vins escumosos íntegrament a les instal·lacions familiars.

## Història
La història de Recaredo comença el 1924, quan Josep Mata Capellades s'inicia en el món del vi escumós com a desgorjador i elaborador professional. A pic i pala, enceta la construcció de les caves tot just a sota del pati de la casa pairal, on antigament la família es dedicava a l'artesania de la ceràmica en una terrisseria erigida a mitjans del segle xix. Josep Mata Capellades va ser un destacat jugador de fútbol de la lliga estatal, quan el Sabadell Futbol Club jugava a la primera divisió. Va compaginar la seva vocació futbolística amb l'ofici de degollador i remenador d'ampolles en pupitres.
Després la Guerra Civil espanyola, Josep Mata i la seva dona Francesca Casanovas van crear la infraestructura necessària per professionalitzar el celler i donar resposta a la creixent demanda de vins escumosos al mercat nacional. Josep Mata agafarà com a referència el nom del seu pare, Recaredo Mata Figueres, nascut el 1878, per donar nom al celler.

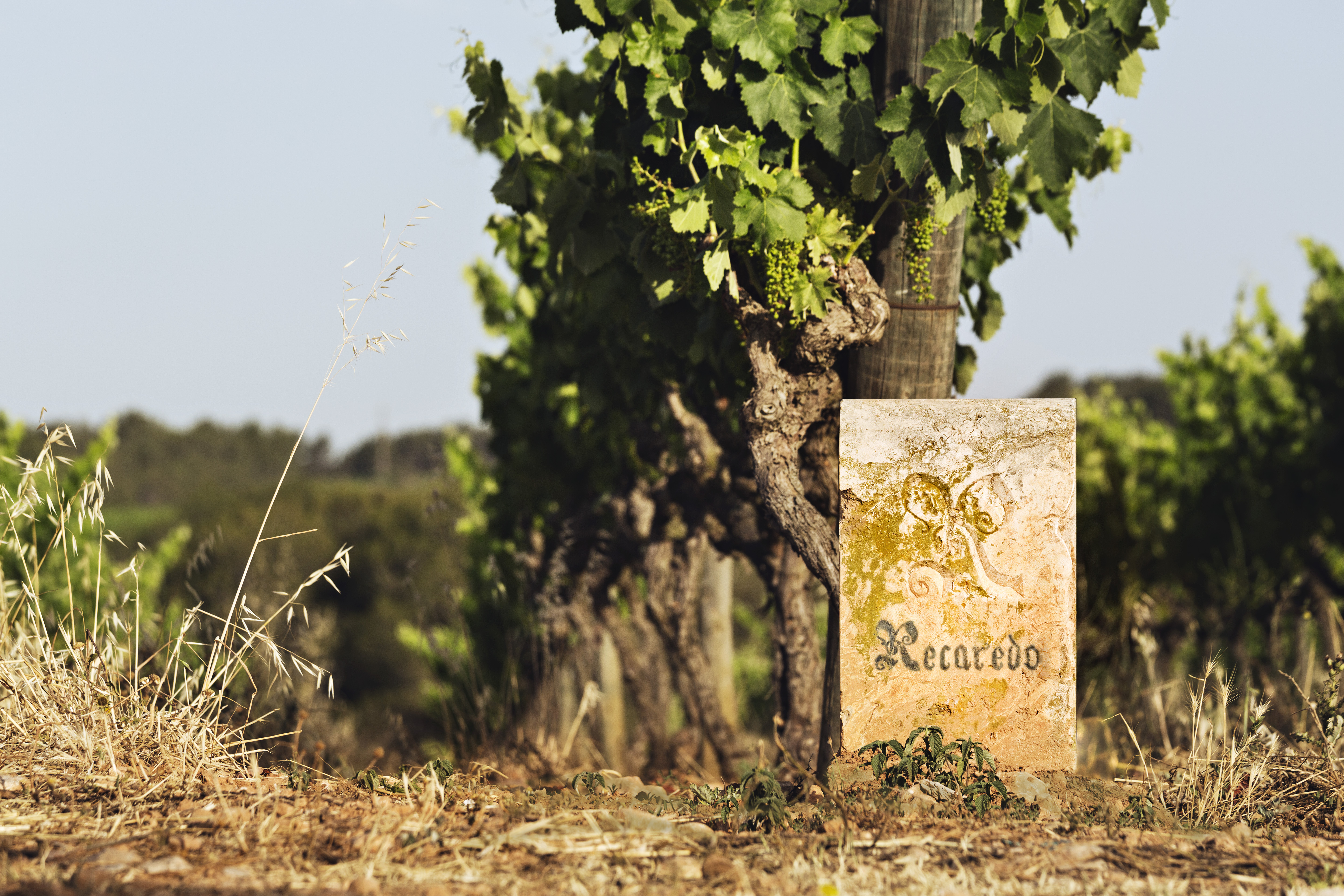
Finca de vinyes de Recaredo a Sant Sadurní d'Anoia.

Josep Mata Capellades serà un dels impulsors en l'elaboració de vins escumosos de llarga criança i estil Brut Nature a partir de les varietats autòctones de xarel·lo i macabeu. També es convertirà en un dels pioners en l'ús de bótes de roure en el procés de fermentació del vi base per aportar estructura als vins escumosos. L'any 1962, juntament amb els seus fills Josep (1940) i Antoni Mata Casanovas (1942), va produir per primer cop el Reserva Particular de Recaredo obrint camí en l'elaboració de vins escumosos Brut Nature de llarga criança, que marcaran el camí del celler familiar.
Els seus fills Josep i Antoni Mata Casanovas van passar a dirigir l'empresa el 1978 i van assentar les bases estratègiques del celler basades en la vinificació de raïm propi amb l'adquisició de les finques de La Pedra Blanca (Subirats), Serral del Vell (Sant Sadurní d'Anoia i Torrelavit) i Can Romeu (Sant Sadurní d'Anoia). A partir de la dècada de 1990, la tercera generació de la família Recaredo s'incorpora progressivament al celler fins que el 2008 Ton Mata Moliner (1970), fill d'Antoni Mata, agafa el relleu i és designat director general.
Sota la direcció de Ton Mata, l'empresa familiar inicia un procés de conversió cap a l'agricultura biodinàmica fins que, al novembre del 2010, el celler passa a convertir-se en la primera empresa elaboradora de la Denominació d'Origen Cava i de la Denominació d'Origen Penedès en obtenir el certificat Demeter en viticultura biodinàmica. El 2013, l'associació internacional de viticultors biodinàmics La Renaissance des Appellations, presidida pel viticultor Nicolas Joly, integra Recaredo com a membre.
El gener del 2019, el celler obre un nou capítol de la seva història amb la sortida de la DO Cava i l'annexió a Corpinnat, una marca col·lectiva de la Unió Europea que neix amb la voluntat de distingir els vins escumosos elaborats al Penedès i de posar en valor els viticultors que cultiven de manera ecològica varietats autòctones, veremen manualment i vinifiquen íntegrament a la propietat.
El gener de 2019, l'empresa professionalitza la seva gestió corporativa amb el nomenament de Ferran Junoy Roca com a director general, fins llavors director comercial de la marca, mentre Ton Mata Moliner es converteix en conseller delegat de l'empresa.
El novembre de 2023 va morir Antoni Mata Casanovas, president de la companyia.